# 1961
Het jaar 1961 is een jaartal volgens de christelijke jaartelling.

## Gebeurtenissen
januari
- 6 - Stakingen en betogingen tegen de Belgische Eenheidswet van eerste minister Gaston Eyskens lopen dramatisch uit. Na een toespraak van de Waalse syndicale FGTB-leider André Renard wordt het Guillemins-station te Luik bestormd en worden 2 manifestanten door de rijkswacht neergeschoten. Een derde slachtoffer valt daags nadien te Chenée. Er ontstaat een politieke crisis.
- 9 - Op de eerste schooldag na de kerstvakantie houdt de gouverneur van Georgia de poorten van de universiteit gesloten. Hij wil voorkomen dat de federale regering met militaire dwang de toelating forceert van enkele zwarte studenten.
- 13 - De Eenheidswet wordt door de Belgische Kamer in een afgezwakte versie goedgekeurd.
- 17 - De gevangengenomen Congolese oud-premier Patrice Lumumba wordt door aanhangers van kolonel Mobutu Sese Seko in Katanga vermoord.
- 20 - John F. Kennedy wordt president van de Verenigde Staten.
- 31 - Lancering door de NASA van de Mercury MR-2 met aan boord de chimpansee Ham. Hij verblijft zestien minuten in de ruimte.

februari
- 15 - In België stort Sabena-vlucht 548 neer. 73 mensen komen om, waaronder het kunstschaatsteam van de Verenigde Staten.
- 19 - Op Radio Veronica is de eerste aflevering van het verzoekplatenprogramma 'Men vraagt en wij draaien!' te horen, gepresenteerd door Frans Nienhuys.
- 26 - Koning Mohammed V van Marokko overlijdt. Zijn zoon Hassan II volgt hem op.

maart
- 13 - De zuidwestelijke kant van de Ama Dablam wordt voor het eerst beklommen door Mike Gill, Barry Bishop, Mike Ward en Wally Romanes. Dit gebeurt in het kader van de door Edmund Hillary geleide Silver Hut-expeditie

april
- 11 - Begin van het Eichmann-proces in Jeruzalem
- 12 - Lancering van de Vostok 1 met aan boord Joeri Gagarin. Hiermee is de eerste mens in de ruimte een feit. De Vostok 1 vliegt in 1 uur en 48 minuten één keer rond de aarde.
- 14 - oprichting van het Nationaal Park Xingu in Mato Grosso, het eerste beschermd woongebied voor de oorspronkelijke bevolking van Brazilië.
- 16 - De mislukte invasie in de Varkensbaai in Cuba.
- 24 - Afsluiting van het Veerse Gat, een zeearm tussen Noord-Beveland en Walcheren, door de Zeeuwse Dam. De vismijn van Veere wordt overgebracht naar Colijnsplaat.
- april - In Milaan wordt de eerste Salone del Mobile gehouden, een beurs om Italiaanse meubelontwerpen te promoten.

mei
- 4 - Tijdens de Dodenherdenking wordt het Vrijheidscarillon op het Plein '40-'45 in Amsterdam ingeluid.
- 5 - Alan Shepard wordt gelanceerd aan boord van de Mercury MR-3, en is daarmee de tweede mens in de ruimte en tevens de eerste Amerikaan. Het is een korte, zogenaamde ballistische vlucht, maar geldt wel als officiële ruimtevlucht.
- 9 - De televisietoren van Lopik wordt in gebruik gesteld.
- 25 - De Amerikaanse president John F. Kennedy kondigt aan dat tegen het einde van het decennium een Amerikaan op de maan zal lopen en veilig terugkeren. Zie Apolloprogramma.
- 28 - De NS voeren de lustrein in, die leidt tot acties van achtergesteld spoorwegpersoneel.
- 30 - Dictator Rafael Trujillo, president van de Dominicaanse Republiek wordt gedood door een aanslag.
- 31 - Zuid-Afrika treedt uit het Brits Gemenebest en sticht een republiek. Gouverneur-generaal Charles Swart wordt president.
- 31 - De Gelijkheidswet in België  wordt vervangen door de wet betreffende het gebruik der talen in wetgevingszaken, het opmaken, bekendmaken en inwerkingtreden van wetten en verordeningen.

juni
- 25 - Reeds op de eerste dag van de Ronde van Frankrijk 1961 verovert Jacques Anquetil de gele trui om deze niet meer af te staan.

juli
- 21 - De Amerikaan Virgil Grissom wordt gelanceerd aan boord van de Mercury MR-4.

augustus
- 6 - De Rus German Titov wordt gelanceerd aan boord van de Vostok 2. Het is een recordvlucht van zeventien omwentelingen om de aarde en duurt 24 uur.
- 9 - In Nederland treedt de Monumentenwet in werking.
- 13 - De DDR begint aan de bouw van de Berlijnse Muur.

september
- 17 - De afgezette Turkse premier Adnan Menderes wordt met enkele van zijn ministers opgehangen.
- 18 - Secretaris-generaal Dag Hammarskjöld van de Verenigde Naties, die met een vliegtuig naar Ndola (in wat nu Zambia is) reist om een eind te maken aan het conflict met Katanga, komt om het leven als het vliegtuig door onbekende oorzaak neerstort.

oktober
- 1 - Het Britse mandaatgebied Zuid-Kameroen gaat samen met voormalig Frans Kameroen in een tweetalige federatie.
- 8 -  Op Watkins Glen International, New York, wordt de eerste Grand Prix van de Verenigde Staten verreden. Winnaar is de Schot Innes Ireland.
- 17 - Een massademonstratie van Algerijnen in Parijs draait uit tot een bloedbad. Bij dit incident vallen 200 doden. De slachtpartij speelt zich onder meer af bij de Pont Saint-Michel
- 22 - Eerste 'mars op Brussel', betoging van ongeveer honderdduizend Vlaamsgezinden.
- 27 - Als gevolg van een poging van de SED-leiding om de macht van de westelijke geallieerden te beperken staan bij Checkpoint Charlie zestien uur lang Russische en Amerikaanse tanks met scherpe munitie tegenover elkaar.
- 30 - Om 11:32 Moskouse tijd vindt boven de Sovjetbasis Matotsjkin Sjar op Nova Zembla de grootste nucleaire ontploffing ooit plaats. De Russische waterstofbom genaamd Tsar Bomba heeft een kracht van 50 megaton.
- 31 - Het stoffelijk overschot van de Sovjet-dictator Jozef Stalin wordt verwijderd uit het mausoleum op het Rode Plein en gecremeerd. Dit is onderdeel van de destalinisatie.

november
- 9 - De Blauwe Tram rijdt zijn laatste rit van Den Haag naar Leiden.
- 10 - Te Staphorst vindt een volksgericht plaats, waarbij een paar dat overspel zou hebben gepleegd in het openbaar wordt gestraft.
- 19 - Begin van de derde Assemblee van de Wereldraad van Kerken te New Delhi.
- 24 - De Veiligheidsraad machtigt de nieuwe secretaris-generaal U Thant om met geweld een einde te maken aan de afscheiding van Katanga.
- 29 - De Albanese president Haxhi Lleshi noemt Sovjetpremier Nikita Chroesjtsjov in een rede "een verrader van het communisme, die op het punt staat zich aan de kapitalisten uit te leveren". In december verbreekt de Sovjet-Unie de betrekkingen met Albanië.

december
- 1 - Bij afwezigheid van verkeersborden wordt in België de algemene regel: voorrang van rechts, ingevoerd.
- 4 - Anton Geesink wordt in Parijs als eerste niet-Japanner wereldkampioen judo.
- 8 - Het Bisdom Antwerpen wordt opnieuw gesticht.
- 9 - De eerste kunstijsbaan van Nederland, de Jaap Edenbaan in Amsterdam, wordt geopend door een kleinzoon van de schaatser, die ook Jaap Eden heet.
- 16 - Het VN-verdrag tot beperking van stateloosheid wordt van kracht.
- 18 - India valt de Portugese enclaves Goa, Daman en Diu (tezamen bekend als Portugees-Indië) binnen.
- 19 - Een staakt-het-vuren wordt van kracht in Katanga. Er vindt een gesprek plaats te Kitona tussen de Congolese premier Cyrille Adoula en de Katangese leider Moise Tshombe, die akkoord gaat met beëindiging van de afscheiding van Katanga.
- 24 - In de West-Duitse stad Flensburg opent Beate Uhse de eerste seksshop ter wereld.
- 31 - In Nederland gaan de laatste 23 trekhonden met pensioen.

zonder datum
- De Zuid-Afrikaanse overheid verklaart het Afrikaans Nationaal Congres tot verboden partij.
- Koeweit wordt onafhankelijk.
- Ingebruikname van de eerste industriële robotarm, Unimate, in de General Motors-fabriek in New Jersey.

## Muziek

### Klassieke muziek
- eerste uitvoering van Symphony for organ van Malcolm Williamson
- 10 april: eerste uitvoering van Duo for fiolin og cello van Johan Kvandal
- 24 april: eerste uitvoering van Fonogrammi van Krzysztof Penderecki
- 16 juli: eerste uitvoering van Jubilate Deo in C van Benjamin Britten
- 8 augustus: eerste uitvoering van het Orgelconcert van Malcolm Williamson
- 16 september: eerste uitvoering van Jeux Vénitiens van Witold Lutosławski
- 17 september: eerste uitvoering van Symfonie nr. 2 van Bo Linde
- 24 oktober: eerste uitvoering van Ballade over het moederland van Aram Chatsjatoerjan

### Populaire muziek
De volgende platen worden hits:
- Billy Vaughn / The Jumping Jewels - Wheels
- Blue Diamonds -  In a Little Spanish Town en Ramona
- Buzz Clifford - Baby Sittin' Boogie
- Cliff Richard - A Girl Like You
- Del Shannon - Runaway
- Édith Piaf - Non, je ne Regrette Rien
- Elvis Presley - Are You Lonesome Tonight, Surrender en Wooden Heart
- Fats Domino - My Girl Josephine
- Freddy Quinn - La Paloma
- Harry Belafonte & Odetta: A Hole in The Bucket
- Herman van Keeken - Corinna Corinna
- Johnny Hoes - Och Was ik Maar
- Jorge Veiga - Brigitte Bardot
- Los Machucambos - Pepito
- Melina Merkouri - Les Enfants du Pirée
- Nina en Frederik - Listen to The Ocean
- Paul Anka - Dance on Little Girl en Tonight my Love, Tonight
- Ping Ping - Sucu Sucu
- Ralf Bendix - Baby Sittin' Boogie
- Ray Peterson - Corrine Corrina
- Rex Gildo - Zarina
- Ria Valk - Afscheid Van Een Soldaat, Hou je Echt Nog Van mij, Rocking Billy? en Tommie Uit Tennessee
- Ricky Nelson - Hello Mary Lou en Travellin' Man
- The Allisons - Are You Shure
- The Drifters - Save The Last Dance For me
- The Everly Brothers - Ebony Eyes, Temptation en Walk Right Back
- The Fouryo's - Zarina
- The Jumping Jewels - Wheels
- The Marcels - Blue Moon
- The Tokens- The Lion Sleeps Tonight
- Wilmari's - Barcelona

## Beeldende kunst

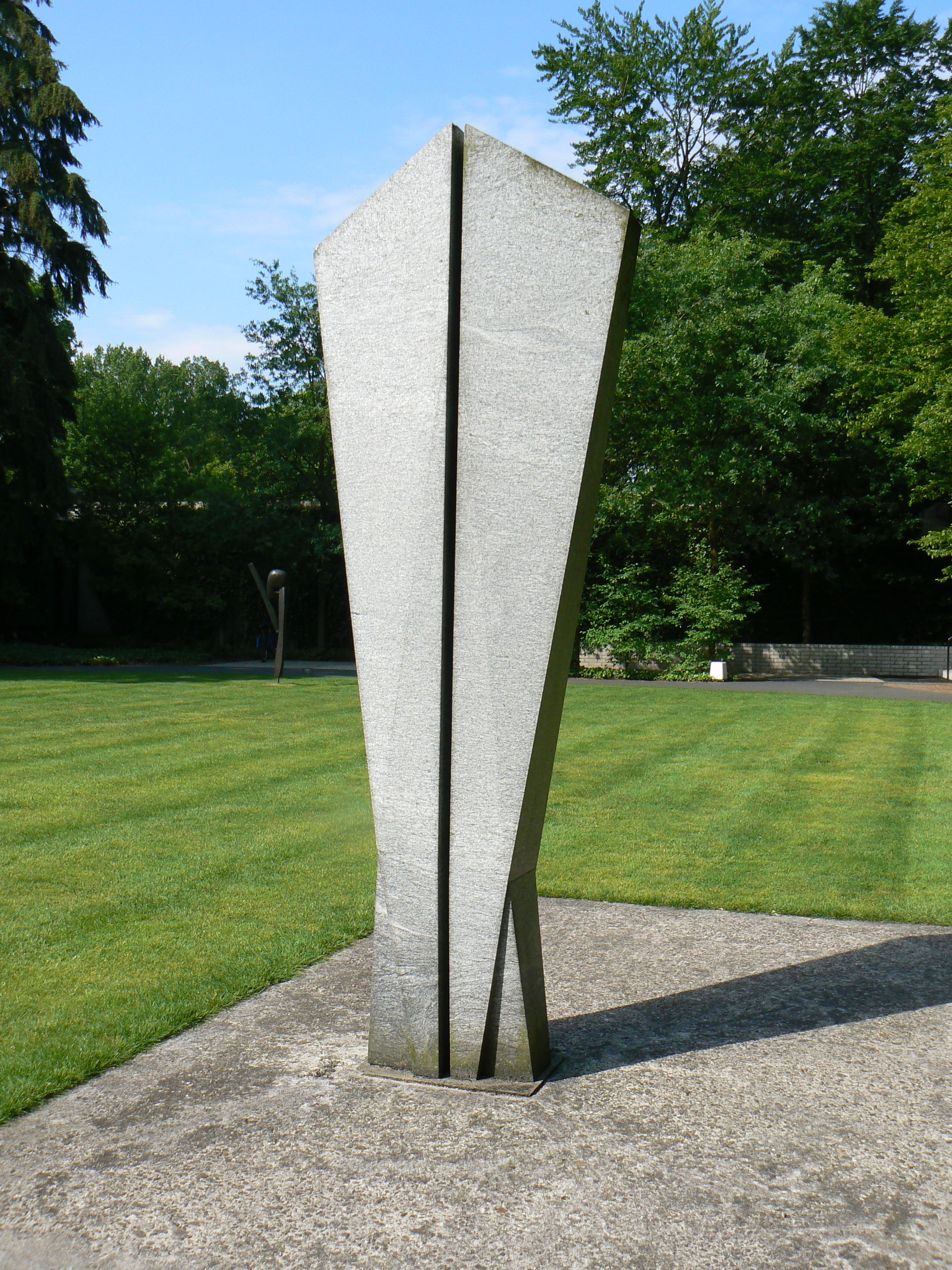
Grosse Figur I (1961), Hans Aeschbacher, Kröller-Müller Museum
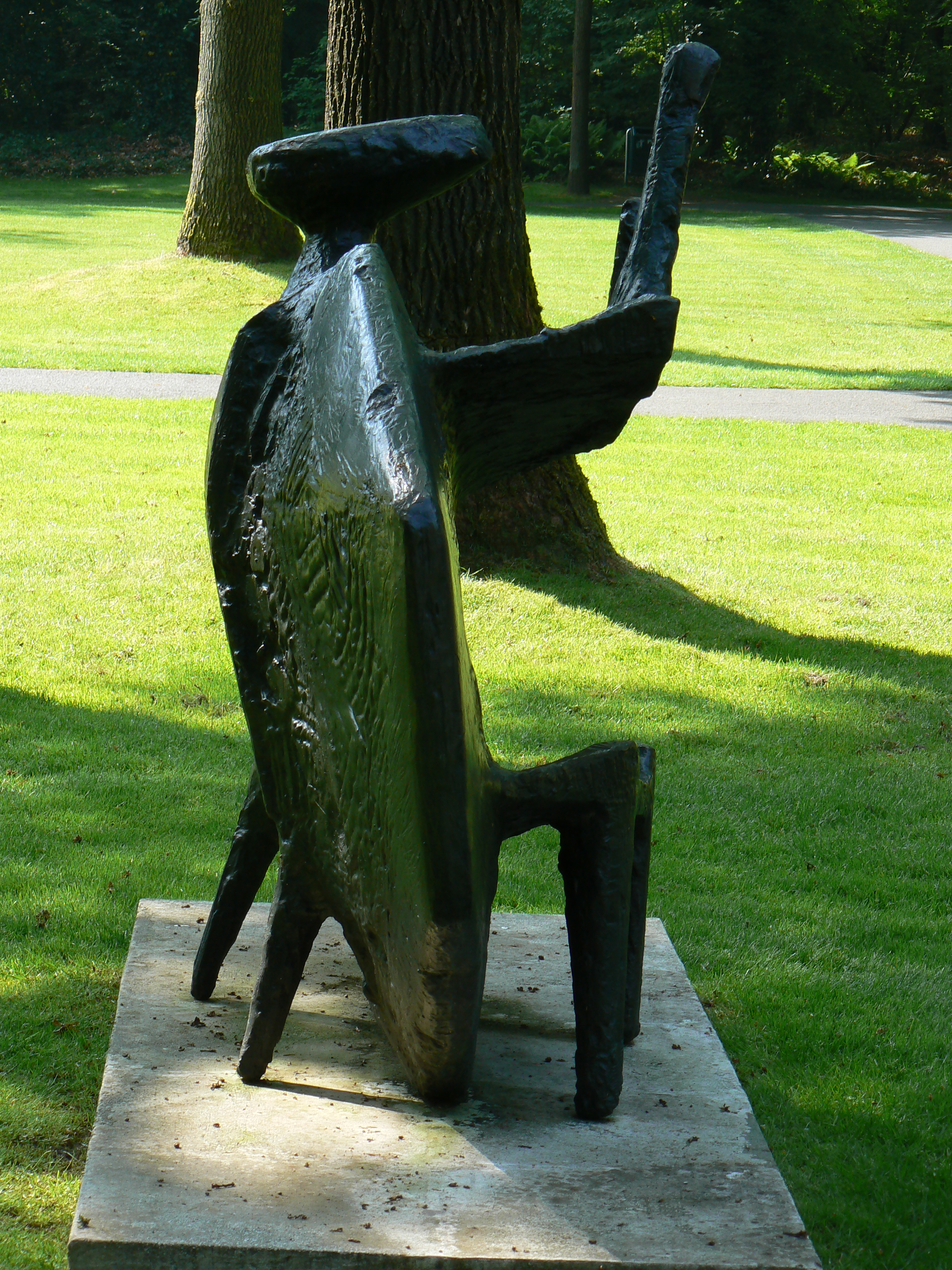
Monitor (1961) Kenneth Armitage, Kröller-Müller Museum

## Geboren

### januari
- 1 - Davide Cassani, Italiaans wielrenner
- 1 - Maurits Hendriks, Nederlands hockeycoach en sportbestuurder
- 1 - Pjotr Oegroemov, Lets wielrenner
- 1 - Mark Wingett, Engels acteur
- 2 - Gabrielle Carteris, Amerikaans actrice
- 2 - IJsbrand Chardon, Nederlands menner van vierspannen
- 2 - Neil Dudgeon, Brits acteur
- 2 - Todd Haynes, Amerikaans filmregisseur, scenarioschrijver en filmproducent
- 2 - Hitoshi Saito, Japans judoka (overleden 2015)
- 2 - Acácio da Silva, Portugees wielrenner
- 3 - Česlovas Kundrotas, Litouws atleet
- 4 - Graham McTavish, Schots televisie-, film- en stemacteur
- 6 - Tajudeen Abdul-Raheem, Keniaans politiek activist (overleden 2009)
- 6 - Jean-Paul Girres, Luxemburgs voetballer
- 6 - Georges Jobé, Belgisch motorcrosser (overleden 2012)
- 6 - Nicolaas Klei, Nederlands wijnschrijver (overleden 2025)
- 8 - Keith Arkell, Brits schaker
- 8 - Menno Boelsma, Nederlands kortebaanschaatser (overleden 2022)
- 8 - Javier Imbroda, Spaans basketbalcoach en politicus (overleden 2022)
- 8 - Calvin Smith, Amerikaans atleet
- 10 - William Ayache, Frans voetballer
- 13 - Julia Louis-Dreyfus, Amerikaans actrice
- 13 - Graham "Suggs" McPherson, Brits zanger (skaband Madness)
- 13 - Sixto Vizuete, Ecuadoraans voetballer en voetbalcoach
- 15 - Jet Bussemaker, Nederlands politica en hoogleraar
- 17 - Adriana Barbu, Roemeens atlete
- 17 - Steve Bennett, Engels voetbalscheidsrechter
- 17 - Maia Tsjiboerdanidze, Georgisch schaakgrootmeester
- 18 - Peter Beardsley, Engels voetballer
- 19 - Paul McCrane, Amerikaans acteur
- 19 - Yannick Stopyra, Frans voetballer
- 20 - Patricio Yáñez, Chileens voetballer
- 22 - Eddy Hellebuyck, Belgisch/Amerikaans atleet
- 23 - Fausto Gresini, Italiaans motorcoureur (overleden 2021)
- 24 - Jorge Barrios, Uruguayaans voetballer en voetbalcoach
- 24 - Guido Buchwald, Duits voetballer
- 24 - Nastassja Kinski, Duits actrice
- 24 - William Van Dijck, Belgisch atleet
- 25 - Anneke Wiltink, Nederlands kinderboekenschrijfster (overleden 2023)
- 27 - Zarganar, Myanmarees komiek, filmmaker en acteur
- 29 - Tony Neef, Nederlands artiest
- 30 - Pia de Jong, Nederlands schrijfster en columniste
- 31 - Fatou Bensouda, Gambiaans juriste en internationaal aanklager
- 31 - Lloyd Cole, Brits zanger en songwriter
- 31 - Peter-Paul Pigmans, Nederlands hardcoreproducent en live-dj, bekend als 3 Steps Ahead (overleden 2003)

### februari
- 1 - John Byrne, Iers voetballer
- 1 - Jim Pace, Amerikaans autocoureur (overleden 2020)
- 1 - Yassin al-Haj Saleh, Syrisch schrijver en dissident
- 1 - Armin Veh, Duits voetballer en voetbalcoach
- 1 - Volker Fried, Duits hockeyer en hockeycoach
- 2 - Lars Olsen, Deens voetballer en voetbaltrainer
- 2 - Spinvis (Erik de Jong), Nederlands muzikant
- 4 - Carine Crutzen, Nederlands actrice
- 5 - Ronnie Baxter, Engels darter
- 5 - Tim Meadows, Amerikaans acteur en komiek
- 5 - Guy Namurois, Belgisch atleet (overleden 2012)
- 6 - Malu Dreyer, Duits politica
- 6 - Christa Vandercruyssen, Belgisch atlete
- 8 - Ralf Åkesson, Zweeds schaker
- 10 - Tapio Korjus, Fins atleet
- 11 - Carey Lowell, Amerikaans actrice
- 12 - Tonnie Dirks, Nederlands atleet
- 12 - David Graeber, Amerikaans antropoloog en activist (overleden 2020)
- 12 - Lucas Sang, Keniaans atleet (overleden 2008)
- 14 - Mark Whitehead, Amerikaans baanwielrenner (overleden 2011)
- 17 - Meir Kessler, Israëlisch rabbijn
- 17 - Andrey Korotayev, Russisch antropoloog, economisch historicus en socioloog
- 17 - Joëlle Milquet, Belgisch politica
- 18 - Armin Laschet, Duits politicus (CDU)
- 19 - Justin Fashanu, Engels voetballer (overleden 1998)
- 19 - Kari Ukkonen, Fins voetballer en voetbalcoach
- 19 - Andy Wallace, Brits autocoureur
- 20 - Jan Erik Østergaard, Deens mountainbiker
- 20 - Imogen Stubbs, Engels actrice en (toneel)schrijfster
- 21 - Yobes Ondieki, Keniaans atleet
- 23 - Peter Vandermeersch, Belgisch journalist
- 24 - Erna Solberg, Noors politica en premier
- 24 - Marc Witteman, Nederlands politicus en burgemeester (overleden 2018)
- 25 - Giancarlo Camolese, Italiaans voetballer en voetbaltrainer
- 25 - Hans Ubachs, Nederlands bestuurder en D66-politicus
- 27 - Erik van 't Wout, Nederlands acteur en regisseur
- 28 - John Roox, Nederlands voetballer

### maart

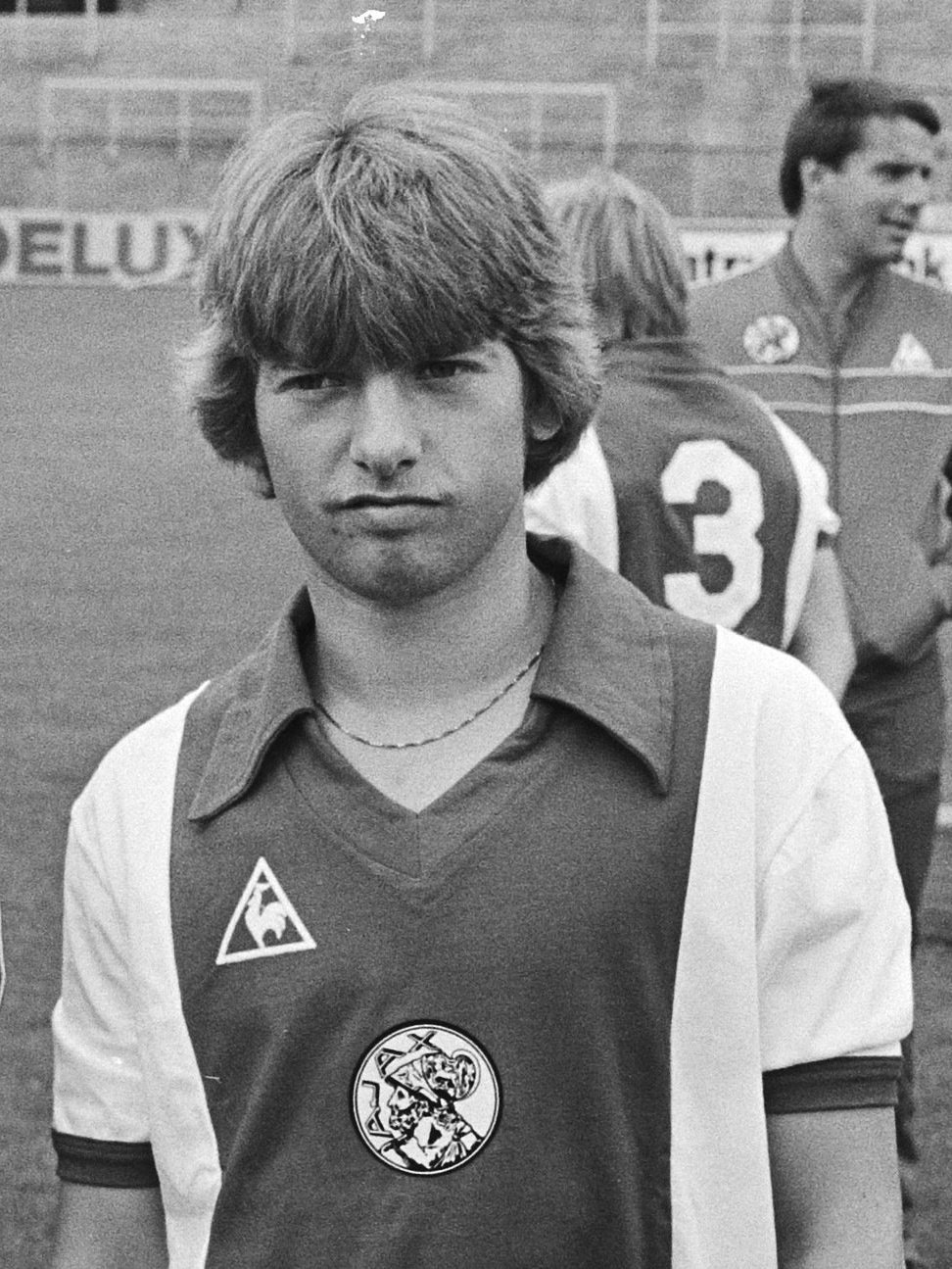
Jesper Olsen
geboren op 20 maart

- 1 - Leonne Zeegers, Nederlands intersekse
- 2 - Théo Malget, Luxemburgs voetballer
- 3 - Didier Falise, Belgisch atleet
- 3 - Anita Hegerland, Noors zangeres
- 3 - Vjatsjeslav Ivanenko, Sovjet-Russisch snelwandelaar
- 3 - Perry McCarthy, Brits autocoureur
- 3 - Fatima Whitbread, Brits atlete
- 4 - René Klaassen, Nederlands hockeyer
- 4 - Steven Weber, Amerikaans acteur
- 5 - Michael Ross, Noord-Iers voetbalscheidsrechter
- 5 - Jurgen Smit, Nederlands presentator tuiniersprogramma
- 6 - Clark Accord, Surinaams-Nederlands schrijver en make-upartiest (overleden 2011)
- 7 - Ronnie Brunswijk, Surinaams rebellenleider en politicus
- 7 - Čedomir Janevski, Macedonisch voetballer en voetbaltrainer
- 7 - Marijke van Hees, Nederlands politica (PvdA)
- 8 - Peter Larsson, Zweeds voetballer
- 10 - Gérard Jeitz, Luxemburgs voetballer en voetbalcoach
- 10 - Ben Spijkers, Nederlands judoka
- 13 - Vasili Ignatenko Wit-Russisch-Oekraïens brandweerman en liquidator bij de kernramp van Tsjernobyl (overleden 1986)
- 13 - Sebastiano Nela, Italiaans voetballer
- 13 - Fausto Ricci, Italiaans motorcoureur
- 14 - Anja Timmer, Nederlands politica
- 15 - Wavel Ramkalawan, president van de Seychellen
- 18 - Irene Cara, Amerikaans zangeres en actrice
- 18 - Dayanita Singh, Indiaas fotografe
- 18 - Jan Verheyen, Belgisch filmregisseur en presentator
- 18 - Vanessa Williams, Amerikaans model, zangeres en actrice
- 19 - Rune Bratseth, Noors voetballer
- 19 - Jos Lansink, Nederlands-Belgisch springruiter
- 20 - Jesper Olsen, Deens voetballer
- 21 - Daniel Castellani, Argentijns volleyballer en volleybalcoach
- 21 - Lothar Matthäus, Duits voetballer
- 22 - Pascal Garibian, Frans voetbalscheidsrechter
- 23 - Gregor Bak, Nederlands televisiepresentator en muzikant
- 26 - Phara de Aguirre, Belgisch journaliste
- 26 - Peter Gillis, Belgisch geluidstechnicus en componist
- 26 - William Hague, Brits conservatief politicus; partijleider 1997-2001
- 27 - Izaskun Bilbao, Spaans juriste en politica
- 27 - Tony Rominger, Zwitsers wielrenner
- 29 - Jan Rotmans, Nederlands hoogleraar transitiekunde en medeoprichter van de Stichting Urgenda
- 30 - Apirak Kosayodhin, Thais politicus
- 30 - Tina May, Brits jazzzangeres (overleden 2022)
- 31 - Guurtje Leguijt, Nederlands kinderboekenschrijfster

### april
- 1 - Susan Boyle, Engels zangeres

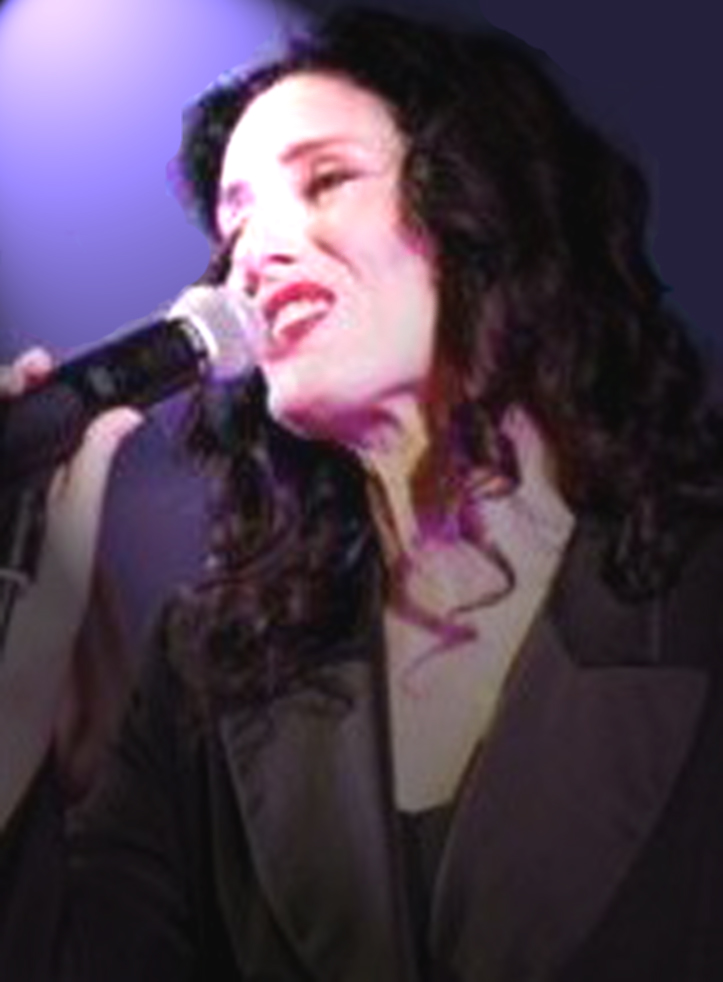
Doris Dragović,
geboren op 16 april

- 1 - Anders Forsbrand, Zweeds golfer
- 2 - Manouk van der Meulen, Nederlands actrice
- 3 - Eddie Murphy, Amerikaans acteur
- 4 - René van der Gijp, Nederlands voetballer
- 5 - Rik Grashoff, Nederlands bouwkundig ingenieur en politicus
- 5 - Anita Staps, Nederlands judoka
- 5 - Jan Tops, Nederlands springruiter
- 5 - Lisa Zane, Amerikaans actrice en zangeres
- 6 - Mouna Goeman Borgesius, Nederlands actrice
- 7 - Brigitte van der Burg, Nederlands politica
- 7 - Troels Rasmussen, Deens voetballer
- 7 - Igors Rausis, Lets schaker (overleden 2024)
- 9 - Ton van Royen, Nederlands televisiepresentator
- 10 - Rudy Dhaenens, Belgisch wielrenner (overleden 1998)
- 10 - Ricki Herbert, Nieuw-Zeelands voetballer en voetbalcoach
- 11 - Jos Maes, Belgisch atleet
- 12 - Lisa Gerrard, Australisch zangeres
- 13 - Paul Evans, Brits atleet
- 13 - Walter Muls, Belgisch politicus
- 13 - Alex Stieda, Canadees wielrenner
- 13 - Nachoem Wijnberg, Nederlands dichter en schrijver
- 13 - Hiro Yamamoto, Japans-Amerikaans muzikant
- 14 - Robert Carlyle, Schots acteur
- 15 - Tiina Lillak, Fins atlete
- 15 - Fred Siebelink, Nederlands radiopresentator
- 16 - Jacqueline Blom, Nederlands actrice
- 16 - Marianne Schuurmans-Wijdeven, Nederlands bestuurder en burgemeester
- 16 - Doris Dragović, Kroatisch zangeres
- 16 - Herman Frison, Belgisch wielrenner en ploegleider
- 17 - Bella Freud, Brits modeontwerpster
- 17 - Tjako van Schie, Nederlands pianist, componist en correpetitor
- 18 - Élisabeth Borne, Frans politica; premier sinds 2022
- 18 - Franco Cesarini, Zwitsers componist en dirigent
- 18 - Dirk Crois, Belgisch roeier, roeicoach en sportbestuurder
- 18 - Jane Leeves, Brits actrice
- 19 - Myriam Duchâteau, Belgisch atlete
- 19 - Kirsten Emmelmann, Duits atlete
- 20 - Roberto Cabañas, Paraguayaans voetballer
- 20 - Stan Limburg, Nederlands acteur en regisseur
- 21 - Cathy Cavadini, Amerikaans stemactrice
- 21 - Ronald Florijn, Nederlands roeier
- 23 - Dirk Bach, Duitse komiek en tv-persoonlijkheid (overleden 2012)
- 23 - Chris Kneifel, Amerikaans autocoureur
- 24 - Erik Akerboom, Nederlands topambtenaar en politiefunctionaris
- 25 - Agneta Andersson, Zweeds kanovaarster (overleden 2023)
- 25 - Frank De Winne, Belgisch ruimtevaarder
- 25 - Albert Verlinde, Nederlands theaterproducent en presentator
- 26 - Mike Francis, Italiaans singer-songwriter (overleden 2009)
- 26 - Erna Sassen, Nederlands actrice en kinderboekenschrijfster
- 26 - Eddy Stevens, Belgisch atleet
- 27 - Wim Jaspers, Nederlands politicus
- 28 - Hans Huibers, Nederlands politicus
- 30 - Arnór Guðjohnsen, IJslands voetballer
- 30 - Alain Sars, Frans voetbalscheidsrechter
- 30 - Thomas Schaaf, Duits voetballer en voetbalcoach
- 30 - Isiah Thomas, Amerikaans basketballer
- 30 - Franky Van der Elst, Belgisch voetballer
- 30 - Eric Van Lancker, Belgisch wielrenner

### mei
- 1 - Luis Capurro, Ecuadoraans voetballer
- 2 - Julián Camino, Argentijns voetballer
- 2 - Hein Vergeer, Nederlands schaatser
- 3 - Steve McClaren, Engels voetbaltrainer
- 3 - Daniel Sánchez, Uruguayaans voetballer en voetbalcoach
- 3 - Karin Verguts, Belgisch atlete
- 4 - Hermen Benítez, Ecuadoraans voetballer
- 4 - Luis Herrera, Colombiaans wielrenner
- 5 - Guido Geelen, Nederlands beeldhouwer
- 6 - George Clooney, Amerikaans acteur
- 6 - Frans Timmermans, Nederlands politicus en diplomaat (Groen Links-PvdA)
- 7 - Sue Black, Schots forensisch antropoloog, anatomist en academicus
- 8 - Bill de Blasio, Amerikaans politicus en bestuurder, burgemeester van New York
- 8 - Silvia Fürst, Zwitsers mountainbikester
- 8 - Gert Kruys, Nederlands voetballer en voetbaltrainer
- 9 - Tony O'Shea, Engels darter
- 10 - Guy Pierre, Belgisch atleet
- 10 - Johanna ter Steege, Nederlands actrice
- 13 - Dennis Rodman, Amerikaans basketballer
- 14 - Ulrike Folkerts, Duits actrice
- 14 - Tim Roth, Amerikaans acteur
- 16 - Solveig Dommartin, Frans-Duits actrice (overleden 2007)
- 17 - Enya, Iers zangeres
- 19 - Wayne van Dorp, Nederlands-Canadees ijshockeyer
- 19 - Ronan Hardiman, Iers componist
- 19 - Geert Lageveen, Nederlands toneel-, televisie- en filmacteur
- 20 - Roberta Pinotti, Italiaans minister van defensie
- 23 - Daniele Massaro, Italiaans voetballer
- 27 - Will Schutz, Amerikaans acteur (overleden 2009)
- 29 - Melissa Etheridge, Amerikaans rockzangeres
- 30 - Ben Arps, Nederlands javanicus en hoogleraar

### juni
- 1 - Rubén Espinoza, Chileens voetballer
- 1 - Werner Günthör, Zwitsers atleet
- 1 - John Huston, Amerikaans golfer
- 1 - Peter Machajdík, Slowaaks componist
- 1 - Jevgeni Prigozjin, Russisch zakenman, eigenaar van de Wagnergroep (overleden 2023)
- 2 - Mark Plaatjes, Zuid-Afrikaans/Amerikaans atleet
- 2 - Kerry Saxby-Junna, Australisch atlete
- 3 - Kees Matthijssen, Nederlands militair
- 4 - Maria Van Gestel, Belgisch atleet
- 5 - Brian Hall, Amerikaans voetbalscheidsrechter
- 5 - Onno Hoes, Nederlands politicus (VVD) en bestuurder
- 6 - Tom Araya, Chileens-Amerikaans bassist en zanger (Slayer)
- 6 - Michel Dernies, Belgisch wielrenner
- 6 - Hanneke Kalf, Nederlands logopedist, docent en onderzoeker
- 6 - Jan Vandendriessche, Belgisch krachtballer en atleet
- 7 - Guido Brepoels, Belgisch voetbaltrainer
- 8 - Gerrit Solleveld, Nederlands wielrenner
- 9 - Michael J. Fox, Amerikaans acteur
- 11 - Wim Dusseldorp, Nederlands voetballer en voetbaltrainer
- 12 - Alber Elbaz, Israëlisch modeontwerper (overleden 2021)
- 12 - Patrice Esnault, Frans wielrenner
- 12 - Hannelore Kraft, Duits politica
- 13 - Anders Järryd, Zweeds tennisser
- 14 - Boy George, Brits zanger (onder andere Culture Club)
- 15 - Paul Hanvidge, Schots darter
- 16 - Petru Iosub, Roemeens roeier
- 17 - Daniel Rae Costello, Fijisch singer-songwriter en gitarist (overleden 2019)
- 18 - Dzintar Klavan, Estisch voetballer
- 18 - Alison Moyet, Brits zangeres (o.a. Yazoo)
- 18 - Remy Reijnierse, Nederlands voetballer en voetbaltrainer
- 20 - Alain Van Baekel, Belgisch voetballer
- 21 - Joko Widodo, Indonesisch president
- 22 - Jean Koumy, Togolees-Belgisch kunstschilder
- 23 - Stijn Jaspers, Nederlands atleet (overleden 1984)
- 23 - David Leavitt, Amerikaans schrijver
- 24 - Ann Coopman, Belgisch politica (overleden 2019)
- 24 - Diomid, Russisch-orthodox bisschop (overleden 2021)
- 24 - Mink Kok, Nederlands crimineel
- 25 - Ricky Gervais, Brits acteur en schrijver
- 25 - Gilberto Hidalgo, Peruviaans voetbalscheidsrechter
- 25 - Jopie Nooren, Nederlands bestuurder en politica (PvdA)
- 26 - Greg LeMond, Amerikaans wielrenner
- 28 - Manuel Marinho Alves (35), Braziliaans voetballer bekend als Maneca
- 28 - Stephan Sanders, Nederlands columnist, presentator, essayist en auteur
- 29 - Renée Fokker, Nederlands actrice
- 30 - Clive Nolan, Brits toetsenist

### juli
- 1 - Malcolm Elliott, Brits wielrenner
- 1 - Carl Lewis, Amerikaans atleet
- 1 - Victoria Nuland, Amerikaans diplomate en politica
- 1 - Carlo Simionato, Italiaans atleet
- 1 - Lady Diana Spencer, prinses van Wales (overleden 1997)
- 2 - Samy Naceri, Frans acteur
- 4 - Valentin Ivanov, Russisch voetbalscheidsrechter
- 4 - Husref Musemić, Bosnisch voetballer en voetbalcoach
- 4 - Ben de Raaf, Nederlands kinderboekenschrijver
- 5 - Ludwig Caluwé, Belgisch politicus
- 5 - Marlene Forte, Cubaans-Amerikaans actrice en regisseuse
- 5 - Barbara Kamp, Nederlands atlete
- 5 - Zlatko Saračević, Kroatisch handballer (overleden 2021)
- 6 - Jonas Jonasson, Zweeds schrijver en journalist
- 7 - Jeroen van Inkel, Nederlands diskjockey
- 8 - Andrew Fletcher, Brits muzikant (Depeche Mode) (overleden 2022)
- 8 - Toby Keith, Amerikaans countryzanger en acteur (overleden 2024)
- 8 - Karl Seglem, Noors jazzsaxofonist
- 11 - Michael Bakker, Nederlands diskjockey (hoofd van Radio 192 en Radio Mi Amigo)
- 11 - Robèrt van Beckhoven, Nederlands patissier
- 11 - Ramilja Boerangoelova, Sovjet-Russisch/Russisch atlete
- 12 - Stef Bos, Nederlands zanger
- 12 - Walter De Donder, Belgisch acteur en politicus
- 13 - Pierre Petry, Luxemburgs voetballer
- 14 - Unsuk Chin, Zuid-Koreaans componiste
- 15 - Forest Whitaker, Amerikaans acteur
- 15 - Danny Rampling, Britse dj
- 16 - Philip Hopman, Nederlands illustrator
- 17 - António Costa, Portugees (euro)politicus: premier (2015-2024) en premier en vanaf 2024 voorzitter van de Europese Raad
- 18 - Stephen Hodge, Australisch wielrenner
- 18 - Elizabeth McGovern, Amerikaans actrice
- 19 - Minck Oosterveer, Nederlands striptekenaar (overleden 2011)
- 20 - Ria Visser, Nederlands schaatsster
- 23 - Woody Harrelson, Amerikaans acteur
- 23 - Michel Vandenbosch, Belgisch filosoof (oprichter van GAIA)
- 24 - Fabrice (Hünd), Nederlands beeldend kunstenaar (overleden 2021)
- 25 - Bobbie Eakes, Amerikaans actrice
- 25 - Franz Engstler, Duits autocoureur
- 25 - Katherine Kelly Lang, Amerikaans actrice
- 26 - Bart Van Avermaet, Belgisch acteur
- 26 - Sybrand Niessen, Nederlands tv-presentator
- 26 - Iolanda Tsjen, Russisch atlete
- 26 - Robert Verbeek, Nederlands voetballer en voetbaltrainer
- 28 - Huub Pragt, Nederlands atleet en egyptoloog
- 28 - Stephan Sanders, Nederlands columnist, schrijver en presentator
- 29 - Luc Nijholt, Nederlands voetballer en voetbalcoach
- 29 - Massimo Podenzana, Italiaans wielrenner
- 30 - Laurence Fishburne, Amerikaans acteur
- 31 - Paul Duchesnay, Canadees-Frans kunstschaatser
- 31 - Isabel Varell, Duits zangeres en actrice

### augustus
- 1 - Danny Blind, Nederlands voetballer en -coach
- 1 - Sjaak Storm, Nederlands voetballer (doelman)
- 2 - Cui Jian, Chinees zanger, componist, trompettist, gitarist en filmacteur
- 2 - Bert Riether, Nederlands voetballer (VVV-Venlo) (overleden 2008)
- 4 - Harm Edens, Nederlands tekstschrijver en televisiepresentator
- 4 - Erik van Muiswinkel, Nederlands cabaretier en tekstschrijver
- 4 - Barack Obama, Amerikaans politicus (44ste president van de Verenigde Staten)
- 5 - Dario Bonetti, Italiaans voetballer en voetbalcoach
- 5 - Oeke Hoogendijk, Nederlands documentair filmmaakster
- 5 - Peter Teekamp, Nederlands diskjockey
- 8 - David 'The Edge' Evans, Iers gitarist (U2)
- 8 - Ron Klain, Amerikaans ambtenaar en jurist; stafchef van het Witte Huis
- 8 - Andrzej Kremer, Pools politicus (overleden 2010)
- 8 - Annemieke Verdoorn, Nederlands actrice
- 9 - Amy Stiller, Amerikaans actrice
- 9 - Ted Stearn, Amerikaans stripauteur (overleden 2019)
- 11 - Roland Orzabal, Brits zanger, songwriter, muzikant en muziekproducent
- 11 - Stephen Stanton, Amerikaans stemacteur en visual effects artiest
- 12 - Kevin Young, Engels voetballer
- 13 - Bettine Vriesekoop, Nederlands tafeltennisster
- 17 - Larry B. Scott, Amerikaans acteur
- 19 - Frédéric Antonetti, Frans voetballer en voetbaltrainer
- 19 - Cor Bakker, Nederlands pianist en orkestleider
- 19 - Jonathan Coe, Brits schrijver
- 19 - Gerrit Hiemstra, Nederlands meteoroloog
- 20 - Linda Manz, Amerikaans actrice (overleden 2020)
- 21 - Lance Deal, Amerikaans atleet
- 21 - Stephen Hillenburg, Amerikaans animator (overleden 2018)
- 21 - Wimie Wilhelm, Nederlands actrice (overleden 2023)
- 21 - Peter Slaghuis, Nederlandse dj (overleden 1991)
- 22 - Aleksandr Dvornikov, Russisch generaal; opperbevelhebber van het Russische leger tijdens de oorlog in Oekraïne in 2022
- 24 - Ingrid Berghmans, Belgisch judoka
- 25 - Gerd Kafka, Oostenrijks motorcoureur
- 25 - Chris Koolmees, Nederlands regisseur en vormgever
- 25 - Frank Masmeijer, Nederlands tv-presentator en horeca-ondernemer
- 25 - David Morales, Amerikaans house-dj
- 25 - Sylvia Vanden Heede, Belgisch kinderboekenschrijfster
- 25 - Erik Willaarts, Nederlands voetballer
- 26 - Martien Meiland, Nederlands interieurontwerper en presentator
- 26 - Fahrudin Omerović, Bosnisch voetballer en voetbaltrainer
- 27 - Tom Ford, Amerikaans modeontwerper, filmregisseur, producent en scenarioschrijver
- 28 - Kim Appleby, Brits zangeres (Mel & Kim)
- 28 - Jennifer Coolidge, Amerikaans actrice
- 28 - Robert Vunderink, Nederlands schaatser
- 29 - Ahmed Aboutaleb, Marokkaans-Nederlands politicus
- 29 - Rebecca De Mornay, Amerikaans actrice
- 29 - Carsten Fischer, Duits hockeyer
- 29 - Chuwit Kamolvisit, Thais politicus
- 30 - Leonel Contreras, Chileens voetballer

### september
- 1 - Bam Bam Bigelow, Amerikaans professioneel worstelaar (overleden 2007)
- 2 - Claude Puel, Frans voetballer en voetbalcoach
- 2 - Carlos Valderrama, Colombiaans voetballer
- 4 - Bernard Casoni, Frans voetballer en voetbalcoach
- 4 - Jan van Zanen, Nederlands politicus (VVD)
- 5 - Sal Solo, Engels zanger
- 6 - Jessica Durlacher, Nederlands schrijfster
- 7 - LeRoi Moore, Amerikaans saxofonist (overleden 2008)
- 8 - Gabriele Günz, Duits hoogspringster
- 9 - Matjaž Kek, Sloveens voetballer en voetbalcoach
- 10 - Dimitrie Popescu, Roemeens roeier (overleden 2023)
- 10 - Wannie de Wijn, Nederlands acteur, regisseur en toneelschrijver
- 11 - Giovanni Evangelisti, Italiaans atleet
- 12 - Mylène Farmer, Frans zangeres
- 12 - Henk Hanssen, Nederlands schrijver en journalist (overleden 2024)
- 14 - Martina Gedeck, Duits actrice
- 17 - Evert Santegoeds, Nederlands gossipjournalist (Privé) en tv-presentator
- 18 - Bernadette Buysse, Belgisch atlete
- 18 - James Gandolfini, Amerikaans acteur (overleden 2013)
- 18 - Tanja Ineke, Nederlands homorechtenactiviste
- 20 - Erwin Koeman, Nederlands voetballer en voetbaltrainer
- 20 - José Reyes Baeza, Mexicaans politicus
- 21 - Kelly Evernden, Nieuw-Zeelands tennisser
- 23 - Inocencio Miranda, Mexicaans atleet
- 25 - Jacky Jakoba, Curaçaos-Nederlands honkballer (overleden 2022)
- 25 - Heather Locklear, Amerikaans actrice
- 25 - Eduardo Esteban Martínez, Argentijns volleyballer en beachvolleyballer
- 25 - Marnix Verhegghe, Belgisch atleet
- 28 - Jordanka Donkova, Bulgaars atlete
- 28 - Edwin Olde Riekerink, Nederlands voetballer en voetbalmakelaar
- 28 - Tatiana de Rosnay, Frans schrijfster
- 28 - George Rossi, Brits acteur (overleden 2022)
- 28 - Tineke Strik, Nederlands politica
- 29 - Tjalling Dilling, Nederlands voetballer
- 30 - Dieter Ilg, Duits jazzcontrabassist en componist
- 30 - Jan Hidde Kruize, Nederlands hockeyer
- 30 - Pedro Pedrucci, Uruguayaans voetballer
- 30 - Eric van de Poele, Belgisch autocoureur
- 30 - Eric Stoltz, Amerikaans acteur

### oktober
- 1 - Walter Mazzarri, Italiaans voetballer en voetbalcoach
- 2 - Jan Peter Pellemans, Nederlands televisiepersoonlijkheid
- 3 - Ludger Stühlmeyer, Duitse organist, componist, muziekpedagoog en muziekwetenschapper
- 4 - Kazuki Takahashi, Japans mangaka en spelontwerper (overleden 2022)
- 6 - Katrin Dörre-Heinig, Duits atlete
- 6 - Moshe Lion, Israëlisch bestuurder en politicus (burgemeester van Jeruzalem)
- 7 - Benny Chan, Hongkongs filmregisseur en scenarioschrijver (overleden 2020)
- 7 - Hugo Haenen, Nederlands acteur
- 7 - Robert Varkonyi, Amerikaans pokerspeler
- 8 - Wim Voermans, Nederlands rechtsgeleerde
- 9 - Henkjan Smits, Nederlands manager, scout en producer
- 10 - Henrik Jørgensen, Deens atleet (overleden 2019)
- 11 - Dirk Meynendonckx, Belgisch acteur
- 12 - Bob Mould, Amerikaans muzikant (onder andere Hüsker Dü)
- 14 - Romulus Gabor, Roemeens voetballer
- 16 - Leo Blokhuis, Nederlands popjournalist, programmamaker en presentator
- 17 - Alberto Castellani, Italiaans voetbalscheidsrechter
- 17 - Pieter Waterdrinker, Nederlands journalist en schrijver
- 18 - Wynton Marsalis, Amerikaans jazztrompettist
- 18 - Sergej Rachmanin, Russisch piloot
- 19 - Kenneth Leeuwin, Surinaams-Nederlands karateka
- 19 - Rogier van der Ploeg, Nederlands filmregisseur en muzikant
- 20 - Billy Konchellah, Keniaans atleet
- 20 - Ian Rush, Brits voetballer
- 22 - Geert Jan van Oldenborgh, Nederlands klimatoloog en natuurkundige (overleden 2021)
- 23 - Knut Erik Sundquist, Noors musicus
- 23 - Andoni Zubizarreta, Spaans voetballer
- 25 - Gerry Arling, Nederlands muzikant (overleden 2025)
- 25 - Isabelle Guillot, Frans atlete
- 25 - John Sivebæk, Deens voetballer
- 25 - Chad Smith, Amerikaans drummer (Red Hot Chili Peppers)
- 26 - Uhuru Kenyatta, Keniaas politicus en president
- 27 - Katelijne Verbeke, Belgisch actrice
- 29 - Cornelia Oschkenat, Duits atlete
- 30 - Péter Bozsik, Hongaars voetballer en voetbalcoach
- 30 - Hans Segers, Nederlands voetbaldoelman
- 31 - Alonzo Babers, Amerikaans atleet
- 31 - Peter Jackson, Nieuw-Zeelands regisseur (onder andere The Lord of the Rings trilogie)
- 31 - Miggy, Nederlands zangeres (overleden 2012)
- 31 - Larry Mullen jr, Iers drummer (U2)

### november
- 1 - Kenneth Bron, artiestennaam Kenny B., Surinaams vredesonderhandelaar en zanger
- 1 - Petr Pavel, Tsjechisch militair en politicus; president sinds 2023
- 2 - Sigrid Kaag, Nederlands diplomate en politica
- 2 -  k.d. lang, Amerikaans zangeres
- 4 - Jan Blommaert, Belgisch taalkundige (overleden 2021)
- 4 - Stanislav Griga, Slowaaks voetballer en voetbaltrainer
- 5 - René van Collem, Nederlands drummer (onder andere Doe Maar)
- 6 - Daniele Gatti, Italiaans dirigent
- 7 - Igor Glek, Russisch schaker
- 7 - Mark Hateley, Engels voetballer
- 7 - Andrej Kovaljov, Wit-Russisch schaker
- 8 - John Costelloe, Amerikaans acteur (onder andere The Sopranos) (overleden 2008)
- 8 - Alexis Mendoza, Colombiaans voetballer en voetbalcoach
- 8 - Jannie Visscher, Nederlands politica (SP)
- 10 - John Walton, Engels darter
- 10 - Anita Witzier, Nederlands presentatrice
- 12 - Nadia Comăneci, Roemeens gymnaste
- 12 - Enzo Francescoli, Uruguayaans voetballer
- 14 - Laura San Giacomo, Amerikaans actrice
- 14 - Jurga Ivanauskaitė, Litouws schrijver (overleden 2007)
- 15 - Diederik van Vleuten, Nederlands schrijver en cabaretier
- 16 - Arie Slob, Nederlands politicus (ChristenUnie)
- 17 - Eric Balemans, Nederlands politicus (VVD) (overleden 2021)
- 17 - Helmut Bradl, Duits motorcoureur
- 17 - Wolfram Wuttke, Duits voetballer (overleden 2015)
- 18 - Sergei Gorloekovitsj, Sovjetse en Russisch voetballer
- 19 - Mark Chamberlain, Engels voetballer
- 19 - Loris Dominissini, Italiaans voetballer en voetbaltrainer (overleden 2021)
- 19 - Meg Ryan, Amerikaans actrice
- 22 - Edgar Mulder, Nederlands politicus (PVV)
- 22 - Myriam Vanlerberghe, Belgisch politica en regentes
- 24 - Suzanna Arundhati Roy, Indiaas schrijfster
- 24 - Zsolt Szabó, Nederlands politicus (VVD)
- 28 - Patty Zomer, Nederlands styliste en zangeres (Dolly Dots)
- 29 - Tom Sizemore, Amerikaans acteur (overleden 2023)

### december
- 2 - Sunder Nix, Amerikaans atleet
- 3 - Jacco Tettelaar, Nederlands paralympisch sporter (voorrijder op de tandem)
- 4 - John Vermeule, Nederlands atleet
- 5 - Maria De Filippi, Italiaanse tv-presentatrice
- 6 - Yolanda Entius, Neferlands schrijfster en actrice
- 6 - David Louie, Hongkongs autocoureur
- 6 - Philippe Muyters, Belgisch politicus
- 6 - Hesterine de Reus, Nederlands voetbalster en voetbalcoach
- 7 - Pieter Heessels, Nederlands acteur
- 7 - Richard Niederbacher, Oostenrijks voetballer
- 8 - Birgit Op de Laak, Nederlands burgemeester
- 8 - Marianne Selleger, Nederlandse zangeres
- 9 - Rolf Rudin, Duits componist, muziekpedagoog, dirigent en muziekuitgever
- 10 - Gerard Kappert, Nederlands atleet
- 11 - Marleen Houter, Nederlands televisiepresentatrice
- 11 - Tosca Menten, Nederlands kinderboekenschrijfster
- 11 - Jorge da Silva, Uruguayaans voetballer en voetbalcoach
- 12 - Andrej Perlov, Russisch olympisch kampioen snelwandelen
- 13 - Philippe Francq, Belgisch striptekenaar
- 13 - Robert Leeshock, Amerikaans acteur en fotograaf
- 13 - Toru Yoshikawa, Japans voetballer
- 14 - Guri Schanke, Noors zangeres en actrice
- 15 - Corné Klijn, Nederlands radio-dj
- 16 - Annette Nijs, Nederlands politica (VVD)
- 17 - Henk van Stee, Nederlands voetballer en voetbaltrainer
- 17 - Ersun Yanal, Turks voetbalcoach
- 18 - Angie Stone, Amerikaans zangeres (overleden 2025)
- 19 - Eric Cornell, Amerikaans natuurkundige en Nobelprijswinnaar
- 20 - Freddie Spencer, Amerikaans motorcoureur
- 21 - Klaar van der Lippe, Nederlands beeldend kunstenaar
- 21 - Densign White, Brits judoka
- 22 - Joeri Malentsjenko, Russisch ruimtevaarder
- 22 - Philippe Vande Walle, Belgisch voetbaldoelman
- 24 - İlham Əliyev, president van Azerbeidzjan (2003-)
- 24 - Peter Smit, Nederlands sportkampioen in kyokushinkai karate, kickboksen en muay thai (overleden 2005)
- 24 - Wade Williams, Amerikaans acteur
- 25 - Íngrid Betancourt, Colombiaans politica
- 26 - John Lynch, Noord-Iers acteur
- 27 - Tomi Poikolainen, Fins boogschutter
- 27 - Guido Westerwelle, Duits politicus (overleden 2016)
- 28 - Kent Nielsen, Deens voetballer en voetbalcoach
- 29 - Ilija Valov, Bulgaars voetballer en voetbaltrainer (overleden 2024)
- 30 - Douglas Coupland, Canadees schrijver
- 30 - Sean Hannity, Amerikaans politiek commentator
- 30 - Ben Johnson, Canadees atleet
- 30 - Monique Moens, Brussels politica
- 31 - Rainer Ernst, Oost-Duits voetballer
- 31 - John Allen Muhammad, Amerikaans sluipmoordenaar

### datum onbekend
- Justin Adams, Brits muzikant
- Christa Anbeek, Nederlands theologe
- Harry van den Brink, Nederlands militair (Koninklijke Marechaussee)
- Rian van Dam, Nederlands politica; sinds 2019 burgemeester van Hollands Kroon
- Lizzy Haslinghuis (Lisa MacKeag), Nederlands zangeres
- Sander Kollaard, Nederlands schrijver
- Kinke Kooi, Fries kunstenares
- Michel Krielaars, Nederlands journalist en schrijver
- Geertje Mak, Nederlands historica en buitengewoon hoogleraar
- Chris Ryan, Brits schrijver
- Coco Schrijber, Nederlands documentairemaakster en schrijfster
- Muna Shehadi, Amerikaans klassiek zangeres en schrijfster
- Eric Vaarzon Morel, Nederlands flamencogitarist
- Simon de Waal, Nederlands (scenario)schrijver
- Lalla Weiss, woordvoerder Sintigemeenschap in Nederland
- Wolfgang Voigt, Duits elektronica-muzikant

## Weerextremen in België
- 30 januari: Algemene overstromingen vooral in de valleien van de Samber en de Maas.
- 14 februari: Maximumtemperatuur tot 18,2 °C in Ukkel.
- april: April met hoogste gemiddelde dampdruk: 11,5 hPa (normaal 8,6 hPa).
- april: April met hoogste gemiddelde minimumtemperatuur: 8,2 °C (normaal 5 °C).
- 29 mei: Sneeuw op de Baraque Michel (Jalhay).
- 19 september: Temperaturen tot 30 °C in Koksijde, 30,4 °C in Zaventem, 31,3 °C in Kleine-Brogel (Peer).
- 28 september: 40 mm neerslag in 35 minuten in Klemskerke.
- september: September met hoogste gemiddelde dampdruk: 17,1 hPa (normaal 13,5 hPa).
- 18 oktober: 63 mm neerslag in Adegem (Maldegem).

Bron: KMI Gegevens Ukkel 1901-2003  met aanvullingen